# Непал на летних Олимпийских играх 1996
Непал принимал участие в Летних Олимпийских играх 1996 года в Атланте (США) в восьмой раз за свою историю, но не завоевал ни одной медали. Сборную страны представляло 6 спортсменов, в том числе трое женщин.